# 3591 Vladimirskij
3591 Vladimirskij eller 1978 QJ2 är en asteroid i huvudbältet som upptäcktes den 31 augusti 1978 av den rysk-sovjetiske astronomen Nikolaj Tjernych vid Krims astrofysiska observatorium på Krim. Den har fått sitt namn efter astronomen Boris Vladimirskij.
Asteroiden har en diameter på ungefär 16 kilometer och den tillhör asteroidgruppen Themis.